# Günlüce, Muğla
Günlüce là một xã thuộc thành phố Muğla, tỉnh Muğla, Thổ Nhĩ Kỳ. Dân số thời điểm năm 2011 là 331 người.